# 1000
Năm 1000 (M) thuộc lịch Gregory là năm cuối cùng của thế kỷ 10 và cũng là năm cuối cùng của thiên niên kỷ 1 của Christian era kết thúc vào ngày 31 tháng 12. Theo lịch thịnh hành lúc đó lịch Julia, năm AD là một năm nhuận bắt đầu vào thứ hai. Theo lịch Gregorio 
(lúc đó chưa được phát minh) thì năm này là một năm thường bắt đầu vào thứ tư.
Theo âm lịch, năm này một phần là Kỷ Hợi, còn lại là Canh Tý

## Sinh
- 29 tháng 7 - Vua Lý Thái Tông nước Đại Cồ Việt ra đời.

## Mất
- Đại Thắng Minh hoàng hậu Dương Vân Nga qua đời, cùng năm với thái tử Lê Long Thâu - con vua Lê Đại Hành
- Hoàng tử Lê Long Thâu, con cả vua Lê Đại Hành

## Sự kiện
- Dhaka, Bangladesh, được thành lập.